# Fazanerija City Stadium
El Fazanerija City Stadium (en esloveno: Mestni stadion Fazanerija) es un estadio multiusos utilizado principalmente para partidos de fútbol ubicado en la ciudad de Murska Sobota en Eslovenia. Actualmente es la sede de los equipos NŠ Mura y ŽNK Mura.

## Historia
En 1934 el municipio de Murska Sobota contactó al arquitecto Franc Novak y le preguntó su tenía planes para construir un estadio. La primera etapa se completó en 1936, y fue inaugurado oficialmente el 28 de junio de 1936 y se convirtió en la sede del SK Mura. Inicialmente el estadio se llamaba Stadion Viteškega Kralja Aleksandra I. Zedinitelja en homenaje a Alejandro I de Yugoslavia. El costo de la construcción del estadio fue de 160,000 dinares.
A inicios de los años 1980 se realizó una expansión para construir una nueva gradería principal. En 1994 se construyeron dos graderías adicionales en los lados norte y sur del estadio. En 2001todas las graderías pasaron a ser techadas.
En 2017 se reconstuyeron los camerinos de acuerdo a las normativas de la UEFA. En 2019 contaba con iluminación artificial. Entre 2019 y 2020 el estadio tuvo varias renovaciones y ajustes, incluyendo nuevos asientos, renovación de graderías, techo, cámara de torre y cabinas de transmisión.

## Eventos
Anteriormente el estadio fue la sede de los equipos desaparecidos NK Mura y ND Mura 05. El estadio ha tenido tres partidos de Eslovenia, el más reciente en 2003. Ocasionalmente es utilizado por la selección femenil y selecciones nacionales menores.
| Fecha                | Torneo   | Rival           | Resultado | Asistencia |
| -------------------- | -------- | --------------- | --------- | ---------- |
| 19 de junio de 1991  | Amistoso | Croacia         | 0–1       | 4,000      |
| 22 de abril de 1998  | Amistoso | República Checa | 1–3       | 2,000      |
| 20 de agosto de 2003 | Amistoso | Hungría         | 2–1       | 4,000      |